# 弓削女王
弓削女王（ゆげじょおう/ゆげのおおきみ、生没年不明）は、奈良時代の皇族。父は三原王、母は不明。兄弟に和気王・小宅女王などがいる。位階は正五位上。

## 生涯
叔父の大炊王（淳仁天皇）の天皇即位により、天平宝字3年（759年）、従五位下から従四位下に叙せられた。その後、藤原仲麻呂の乱による淳仁天皇廃位に巻き込まれたらしく、無位になったが、宝亀5年（774年）になって、再度従五位下を授けられている。
ところが、今度は氷上川継の乱に加担し、乗與を厭魅した（天皇を呪詛した）として、天応2年3月、夫の三方王や山上船主ともども罪に坐し、詔により死一等を減じられて、夫とともに日向国に配流された。この時の位階は正五位上。奈良時代の皇位継承にからむ謀略に翻弄された人生であった。

## 官歴
『続日本紀』による
- 時期不詳：従五位下
- 天平宝字3年（759年）6月16日：従四位下
- 時期不詳：無位
- 宝亀5年（774年）正月4日：従五位下
- 時期不詳：正五位上

## 系譜
- 父：三原王（天武天皇の孫）
- 母：不明
- 夫：三方王
- 兄弟姉妹：和気王、丹波王、山口王、長津王、小倉王、石浦王、小宅女王